# Das Geheimnis des Amerika-Docks
Das Geheimnis des Amerika-Docks er en tysk stumfilm fra 1919 af Ewald André Dupont.

## Medvirkende
- Max Landa
- Gustav Botz som James Mistoll
- Reinhold Schünzel som Corbett
- Carl Grünwald som Robert Hatt
- Leonhard Haskel